# Могорче
Могорче (мкд. Могорче) је насељено место у Северној Македонији, у западном делу државе. Могорче припада општини Дебар.

## Географија
Насеље Могорче је смештено у западном делу Северне Македоније. Од најближег већег града, Дебра, насеље је удаљено 12 km источно.
Могорче се налази у доњем делу историјске области Река. Насеље је положено високо, на североисточним висовима планине Стогово, док се даље, ка северу, тло спушта у долину реке Радике, која се који километар низводно улива у Црни Дрим. Надморска висина насеља је приближно 1.050 метара.
Клима у насељу је планинска.

## Становништво
По попису становништва из 2002. године Могорче је имало 1.794 становника.
Претежно становништво у насељу су етнички Македонци (78%), а у мањини су Турци (21%). Заправо, целокупно становништво је торбешко.
Већинска вероисповест у насељу је ислам.